# Surtauville
Surtauville est une commune française située dans le département de l'Eure, en région Normandie.
Ses habitants sont les Surtauvillais et les Surtauvillaises.

## Géographie

### Localisation
Surtauville est commune appartenant à la région naturelle de la campagne du Neubourg. Elle est située à 11 kilomètres à l'ouest de Louviers.

### Communes limitrophes
| Vraiville                     | Vraiville   | La Haye-Malherbe |
| Daubeuf-la-Campagne Vraiville | Surtauville | Crasville        |
| Daubeuf-la-Campagne           | Venon       | Quatremare       |

### Géologie et relief
La superficie de la commune est de 442 hectares ; l'altitude varie entre 146 et 163 mètres.
Le village est ouvert sur de vastes plaines où sont principalement cultivées le blé, le colza, la betterave à sucre, le lin, la pomme de terre, l'orge, le maïs.

### Voies de communication et transports

#### Voies routières
La commune étant rurale, elle est desservie uniquement par des départementales (au nombre de 3).
Axe nord-sud : D 79 et D 52
Axe est-ouest : D 108

### Transport en commun

#### Bus
Le village est desservi par les réseaux Transbord et le département de l'Eure.
Transbord : S24
Département de l'Eure : R120

### Hydrographie
La commune est située dans le bassin Seine-Normandie. Elle n'est drainée par aucun cours d'eau,.

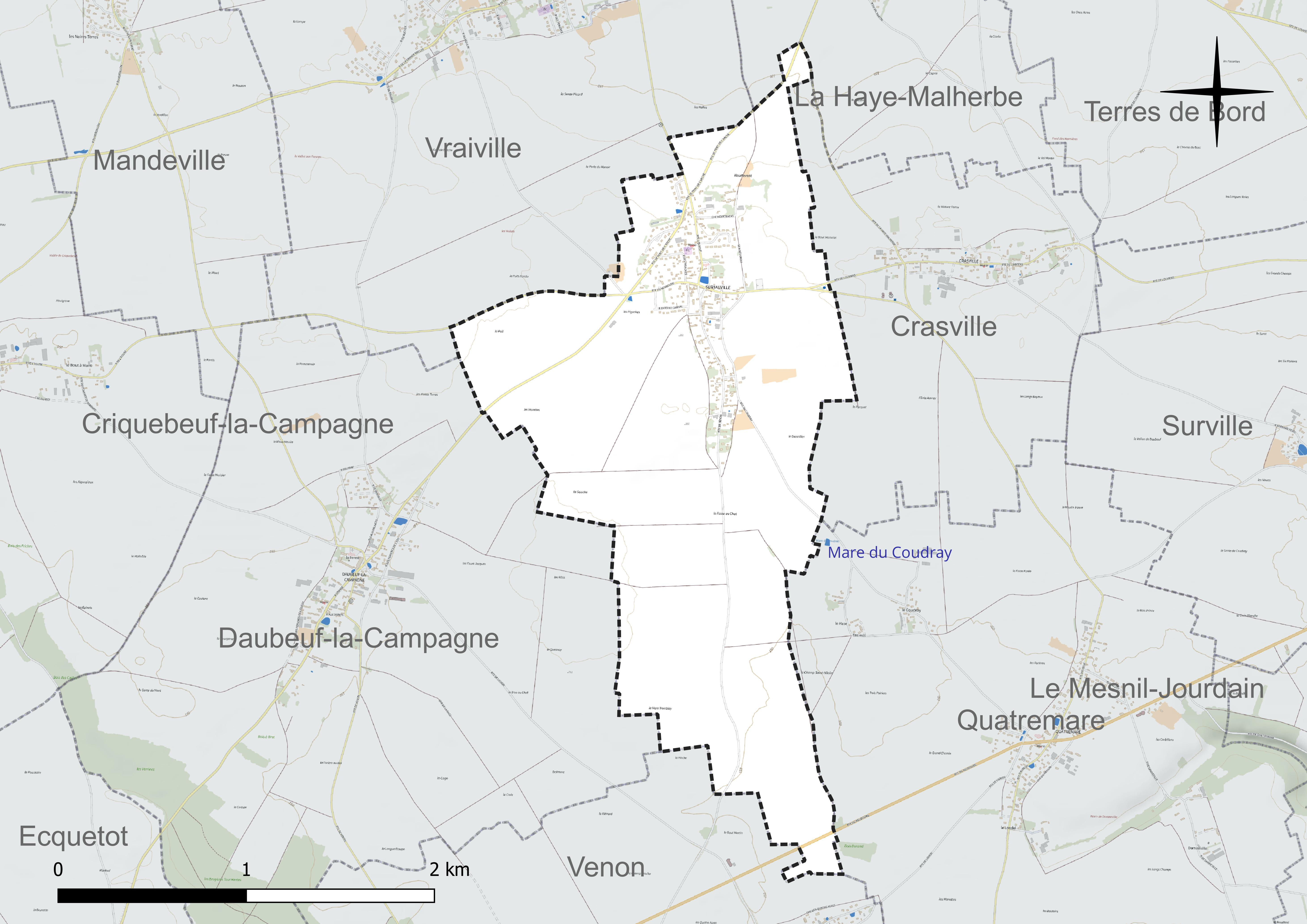
Réseau hydrographique de Surtauville.

### Climat
Pour des articles plus généraux, voir Climat de la Normandie et Climat de l'Eure.
En 2010, le climat de la commune est de type climat océanique dégradé des plaines du Centre et du Nord, selon une étude du CNRS s'appuyant sur une série de données couvrant la période 1971-2000. En 2020, Météo-France publie une typologie des climats de la France métropolitaine dans laquelle la commune est exposée à un climat océanique et est dans la région climatique  Côtes de la Manche orientale, caractérisée par un faible ensoleillement (1 550 h/an) ; forte humidité de l’air (plus de 20 h/jour avec humidité relative > 80 % en hiver), vents forts fréquents. Parallèlement le GIEC normand, un groupe régional d’experts sur le climat, différencie quant à lui, dans une étude de 2020, trois grands types de climats pour la région Normandie, nuancés à une échelle plus fine par les facteurs géographiques locaux. La commune est, selon ce zonage, exposée à un « climat des plateaux abrités », correspondant aux plaines agricoles de l’Eure, avec une pluviométrie beaucoup plus faible que dans la plaine de Caen en raison du double effet d’abri provoqué par les collines du Bocage normand et par celles qui s’étendent sur un axe du Pays d'Auge au Perche.
Pour la période 1971-2000, la température annuelle moyenne est de 10,2 °C, avec  une amplitude thermique annuelle de 13,7 °C. Le cumul annuel moyen de précipitations est de 732 mm, avec 11,7 jours de précipitations en janvier et 8,3 jours en juillet. Pour la période 1991-2020, la température moyenne annuelle observée sur la station météorologique la plus proche, située sur la commune de Louviers à 8 km à vol d'oiseau, est de 11,8 °C et le cumul annuel moyen de précipitations est de 719,5 mm,. Pour l'avenir, les paramètres climatiques de la commune estimés pour 2050 selon différents scénarios d’émission de gaz à effet de serre sont consultables sur un site dédié publié par Météo-France en novembre 2022.

## Urbanisme

### Typologie
Au 1er janvier 2024, Surtauville est catégorisée commune rurale à habitat dispersé, selon la nouvelle grille communale de densité à 7 niveaux définie par l'Insee en 2022.
Elle est située hors unité urbaine. Par ailleurs la commune fait partie de l'aire d'attraction de Louviers, dont elle est une commune de la couronne,. Cette aire, qui regroupe 44 communes, est catégorisée dans les aires de 50 000 à moins de 200 000 habitants,.

### Occupation des sols
L'occupation des sols de la commune, telle qu'elle ressort de la base de données européenne d’occupation biophysique des sols Corine Land Cover (CLC), est marquée par l'importance des territoires agricoles (91,2 % en 2018), une proportion sensiblement équivalente à celle de 1990 (91,7 %). La répartition détaillée en 2018 est la suivante : 
terres arables (91,2 %), zones urbanisées (8,8 %). L'évolution de l’occupation des sols de la commune et de ses infrastructures peut être observée sur les différentes représentations cartographiques du territoire : la carte de Cassini (XVIIIe siècle), la carte d'état-major (1820-1866) et les cartes ou photos aériennes de l'IGN pour la période actuelle (1950 à aujourd'hui).

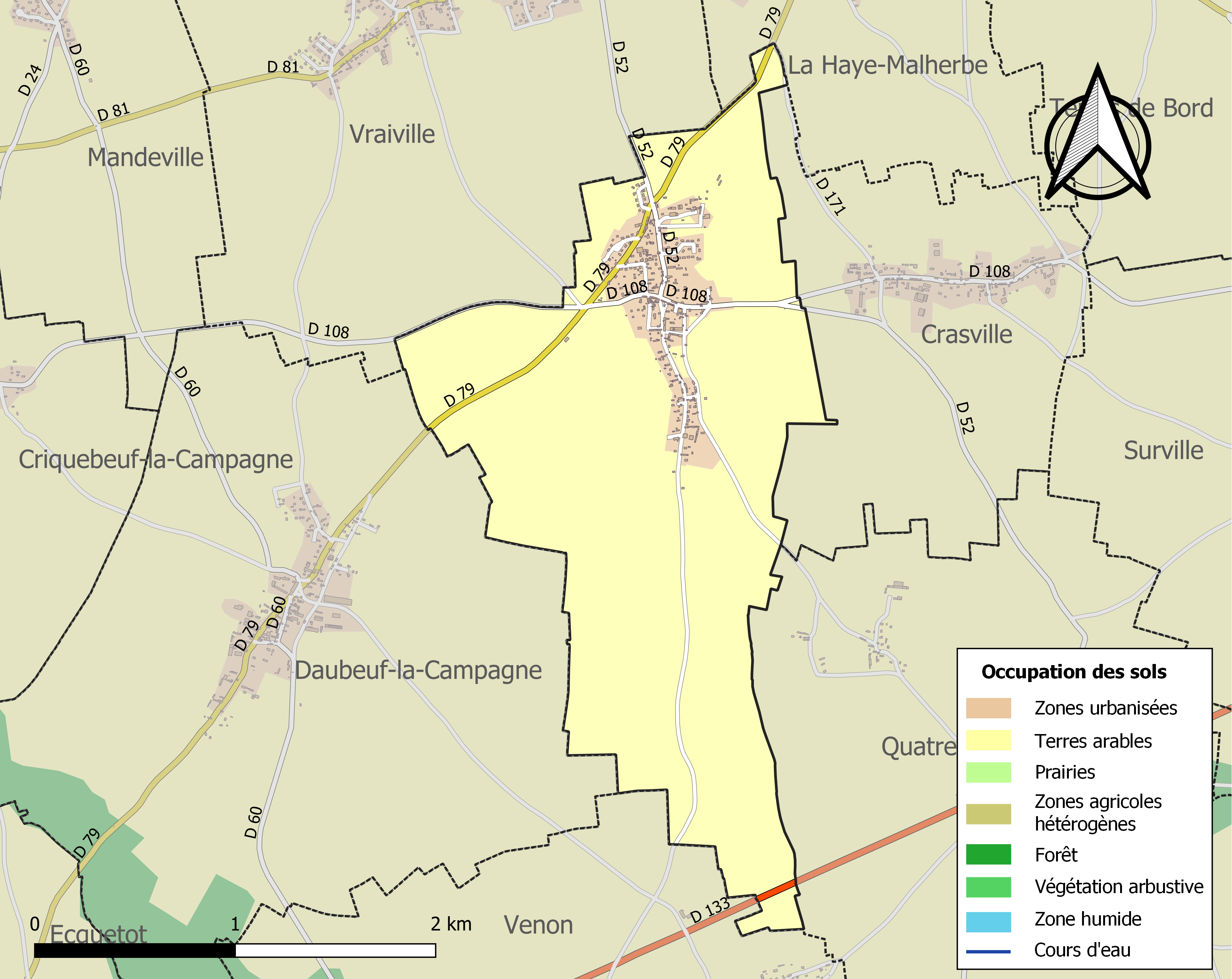
Carte des infrastructures et de l'occupation des sols de la commune en 2018 (CLC).

## Toponymie
Le nom de la localité est attesté sous les formes Supertoovilla début XIIe siècle (reg. Phil. Aug.), Sortovilla en 1214 (feoda Ebroicensis comitatus), Sortoeville en 1246 (L. P.), Sourtoville en 1253 (cart. de Saint-Taurin), Sortoovilla en 1266 (cart. du chap. d’Évreux), Sourteauville en 1501 (comptes de l’archev. de Rouen),.
La première forme est un latinisme d'après l'ancien français sur, sor, sour « sur » issu du latin super « sur ». Les formes postérieures sont semblables à certaines de celles observées pour Sortosville-Bocage (Sortovilla 1107 - 1109, Surtouville 1421)  et Sortosville-en-Beaumont (Sorthoovilla vers 1150, Sortouvilla vers 1280), deux communes du département de la Manche.
Le second élément -ville s'explique par l'ancien français vile « domaine rural » (d'où vilain « paysan médiéval »), appellatif toponymique particulièrement fréquent en Normandie. En revanche, le premier élément Sorto(o) présente un stade d'évolution phonétique avancé, les premières attestations du toponyme au XIIe siècle étant tardives par rapport à la date de formation supposée des derniers toponymes en -ville.
Ces noms de lieux étant caractéristiques de la seule Normandie et se trouvant par ailleurs dans l'aire de diffusion de la toponymie scandinave dans cette région, la plupart des spécialistes considèrent que Sort(h)o(o)- > Surtau- représente l'anthroponyme vieux norrois Svarthǫfði ou vieux danois Swarthofthi qu'ils notent généralement Svarthofdi. Il signifie mot à mot « (celui a qui à la) tête noire ».
Remarque : cette explication est tout à fait compatible avec une évolution phonétique romane par l'intermédiaire de formes (non attestées) aux Xe – XIe siècles *Souart(h)ofe- / *Soart(h)ove-, le ð (th) s'étant régulièrement amuï en ancien français, le f/v(e) s'est finalement assimilé à la syllabe vi de -vile. Par ailleurs, l'évolution Swart- > Souar- / Soar- > Sor- / Sur- est tout à fait régulière en français, on en conserve la trace par exemple dans le toponyme eurois Surville attesté sous les formes Souarville et Soarville au XIIIe siècle.

## Histoire
Surtauville a connu cinq maires depuis 1945. Marcel Picard (1945-1965) a permis à la commune d'obtenir l'eau courante en 1956. Sous le mandat de Jean Huet (1965-1983) une salle des fêtes polyvalente a été construite. La municipalité Laroche (1983-2014) est à l'origine de la construction d'un nouveau groupe scolaire avec la création d'un SIVOS, du développement de la vie associative du village et d'importants travaux d'investissements en voirie ou en bâtiments communaux. Samuel Onfray, élu en 2014, a démissionné en juillet 2016 à la suite de désaccords avec le conseil municipal. Hervé Picard l'a remplacé en octobre 2016. À la même époque, Jacques Laroche a été nommé maire honoraire par le préfet de l'Eure après ses 37 années de mandat, dont 31 passées en tant que premier magistrat de la commune.

## Politique et administration
| Période                                  | Période                  | Identité                          | Étiquette | Qualité           |
| ---------------------------------------- | ------------------------ | --------------------------------- | --------- | ----------------- |
| 1834                                     | (Inconnue)               | Jean-Baptiste-Guillaume Marsollet | ...       | ...               |
| 1918                                     | (Inconnue)               | Édouard-Honoré Ferrand            | SE        | ...               |
| 1945                                     | mars 1965                | Marcel Picard                     | DVG       | ...               |
| 1965                                     | mars 1983                | Jean Huet                         | DVD       | Chef d'entreprise |
| mars 1983                                | mars 2014                | Jacques Laroche                   | DVG       | Technicien        |
| mars 2014                                | juillet 2016 (démission) | Samuel Onfray                     | DVD       | Artisan           |
| 11 octobre 2016                          | En cours (au juin 2023)  | Hervé Picard                      | DVG       | Fonctionnaire     |
| Les données manquantes sont à compléter. |                          |                                   |           |                   |

## Démographie
L'évolution du nombre d'habitants est connue à travers les recensements de la population effectués dans la commune depuis 1793. Pour les communes de moins de 10 000 habitants, une enquête de recensement portant sur toute la population est réalisée tous les cinq ans, les populations de référence des années intermédiaires étant quant à elles estimées par interpolation ou extrapolation. Pour la commune, le premier recensement exhaustif entrant dans le cadre du nouveau dispositif a été réalisé en 2006.

En 2022, la commune comptait 489 habitants, en évolution de −1,61 % par rapport à 2016 (Eure : −0,25 %, France hors Mayotte : +2,11 %).
| 1793 | 1800 | 1806 | 1821 | 1831 | 1836 | 1841 | 1846 | 1851 |
| ---- | ---- | ---- | ---- | ---- | ---- | ---- | ---- | ---- |
| 366  | 372  | 363  | 352  | 345  | 357  | 353  | 366  | 341  |

| 1856 | 1861 | 1866 | 1872 | 1876 | 1881 | 1886 | 1891 | 1896 |
| ---- | ---- | ---- | ---- | ---- | ---- | ---- | ---- | ---- |
| 359  | 351  | 387  | 371  | 372  | 369  | 323  | 299  | 295  |

| 1901 | 1906 | 1911 | 1921 | 1926 | 1931 | 1936 | 1946 | 1954 |
| ---- | ---- | ---- | ---- | ---- | ---- | ---- | ---- | ---- |
| 291  | 254  | 236  | 189  | 176  | 196  | 168  | 211  | 240  |

| 1962 | 1968 | 1975 | 1982 | 1990 | 1999 | 2006 | 2011 | 2016 |
| ---- | ---- | ---- | ---- | ---- | ---- | ---- | ---- | ---- |
| 239  | 246  | 308  | 284  | 334  | 355  | 400  | 454  | 497  |

| 2021 | 2022 | - | - | - | - | - | - | - |
| ---- | ---- | - | - | - | - | - | - | - |
| 490  | 489  | - | - | - | - | - | - | - |

## Culture locale et patrimoine

### Lieux et monuments
La commune de Surtauville compte un édifice inscrit au titre des monuments historiques :
- une croix de cimetière[22] des XVIe et XVIIIe siècles,  Inscrit MH (1977)[23]. Elle se situe dans l'enclos de l'église Notre-Dame.

Par ailleurs, plusieurs autres édifices sont inscrits à l'inventaire général du patrimoine culturel :
- L'église Notre-Dame (XIIIe, XVIe, XVIIIe, XIXe et XXe siècles)[24] ;
- Le presbytère (XVIIe siècle)[25] ;
- une ferme du XVIIIe siècle[26].

### Patrimoine naturel

#### Site classé
- Le calvaire et les six tilleuls situés sur le terrain communal compris à l'intersection des routes du Neubourg à Pont-de-l’Arche et de Monfort à Louviers,  Site classé (1942)[27]. Les tilleuls ont disparu à ce jour.